# Лавразия
Лавразия е по-северният от двата суперконтинента (другият е Гондвана), които формират суперконтинента Пангея преди около 335 до 175 млн. години. Той се отделя от Гондвана преди 215 до 175 млн. години (започвайки в късния триас) като отива на север при разпадането на Пангея.
Името обединява имената на Лаврентия (името на Северноамериканския кратон) и Евразия. Според геоложкото наименуване, Лавразия включва повечето от сушата, която съставлява днес континентите в Северното полукълбо, предимно Лаврентия, Балтика, Сибир, Казахстания, Северен и Източен китайски кратон.

## Произход
Въпреки че Лавразия е известна като мезозойско явление, днес се смята, че едни и същи континенти, които формират по-късно Лавразия, са съществували като един суперконтинент след разпадането на Родиния преди около 750 милиона години. За да се избегне объркване с мезозойския континент, това се нарича Протолавразия. Смята се, че Лавразия не се разделя отново, преди да се свърже с южните континенти и да формира Панотия (съществувал от късния докамбрий и ранния камбрий). Лавразия е събрана и след това разделена поради тектониката на плочите, континенталния дрейф и спрединга.

## Разпадане и повторно образуване
През камбрия континентът Лавразия се намира предимно в екваториалните ширини и при разпадането му Северен Китай и Сибир се отдалечават още на север, отвъд мястото, което са заемали континентите през предишните 500 милиона години. През девона Северен Китай се намира в близост до северния полярен кръг и остава най-северната суша през ледниковия период в карбона преди 300–280 млн. години. Въпреки това няма доказателства за някакви мащабни ледникови епохи в северните континенти. През този студен период се събират отново Лаврентия и Балтика и се формират Апалачите, както и огромните въглищни залежи, които са гръбнакът на икономиката в региони като Западна Вирджиния, Великобритания и Германия.
Сибир се премества на юг и се съединява с Казахстания — малка континентална област, за която днес се смята, че е възникнала по време на силура от обширен вулканизъм. Когато тези два континента са се обединили, Лавразия е била почти оформена повторно и в началото на триаса Източнокитайският кратон участва в реконструкцията на Лавразия, като той се сблъсква с Гондвана и формира Пангея. Северен Китай при дрифта си на юг от почти арктическите ширини се превръща в последния континент, който се присъединява към Пангея.

## Окончателно разделяне
Преди около 200 милиона години Пангея започва да се разделя. Между източната част на Северна Америка и северозападната част на Африка се формира нов океан — Атлантическият океан, въпреки че Гренландия (свързана към Северна Америка) и Европа все още са свързани помежду си. Разделението на Европа и Гренландия настъпва преди около 55 милиона години (в края на палеоцена). Лавразия окончателно се разделя на континентите Лаврентия (сега Северна Америка) и Евразия (без Индийския субконтинент).